# Шишко Костянтин Тимофійович
Шишко Костянтин Михайлович (* 1940, Луцьк — † 2002, Луцьк) — український поет, художник.

## Біографія
Кость Шишко народився 24 травня 1940 року.
Навчався у Луцькій загальноосвітній школі № 2.
Закінчив Луцький державний педінституті ім. Лесі Українки.
Працював інструктором у Волинському обкомі комсомолу.
Поет-шістдесятник на повен голос заявив, що ми, українці, – «…не підпільна організація, ми – Нація!». За такі публічні висловлювання радянська репресивна комуністична система зламала поетові життя. У 1965 році під час сумнозвісного Луцького процесу над політв’язнями Валентином Морозом та Дмитром Іващенком (викладачами Луцького державного педінституті ім. Лесі Українки) він потрапив у число неблагодійних. Кость проходив по цій справі як свідок і співучасник. Поета арештували   на весіллі у друзів. Його виключили з партії, звільнили з роботи. А головне – не давали публікуватись. Та славний волинянин не зневірився, жив скромно, але чесно.
Саме в період страшних випробувань його покинула дружина. Згодом він зазначав, що в цій драматичній історії є свій позитив: «Я отримав творчу свободу, можливість писати вільно, не озираючись на «компетентні органи», не зважаючи на недолугі смаки.
Кость Шишко лишив велику поетичну спадщину. У його творчому доробку вінки сонетів, поеми, гумористичні твори. Багато з них стараннями друзів ще у радянський період побачили світ у самодруківських виданнях. Згодом, після проголошення Україною незалежності, появились збірки «Сльоза олії золота», «Вибрані вірші», «Вогонь», «Пісня дощу» (2001). У 2010 році у видавництві "Волинська обласна друкарня" (Луцьк) побачила світ книга "Писанки".
Помер 24 січня 2002 року. Похований у Луцьку. Ніхто не ридав над домовиною поета: він не мав ні дружини, ні дітей, ні родини. Хоронили його друзі у погожий зимовий день. Сміялося Сонечко, а Муза, богиня Поезії, мовчки взяла його в свої обійми…
У 2010 р., до 70-річчя з дня народження Кості Шишка, у Луцьку біля ЗОШ № 2, де навчався поет, було закладено сквер імені Шишка.

## Бібліографія

Пам'ятник Костеві Шишкові у Луцьку

### Твори
- Епупея (1992)
- Сльоза олії золота (1997)
- Сонети (1997)
- Вибрані вірші, Вогонь, Пісня дощу (2001)
- Писанки (2010)

## Аудіозаписи
Кость Шишко. Мої скарбони : https://www.youtube.com/watch?v=JXL1YqyHIjE
Шумський Роман. Кость Шишко: https://www.youtube.com/watch?v=bV2bs0eCie4
ГаРмИдЕр: читання "Епупеї" Костя Шишка: https://www.facebook.com/garmyder/videos/935851886841783/

## Тексти
Збірка "Пісня дощу": https://volart.com.ua/pdf/art/shyshko.pdf